# Cavaliere di Madara

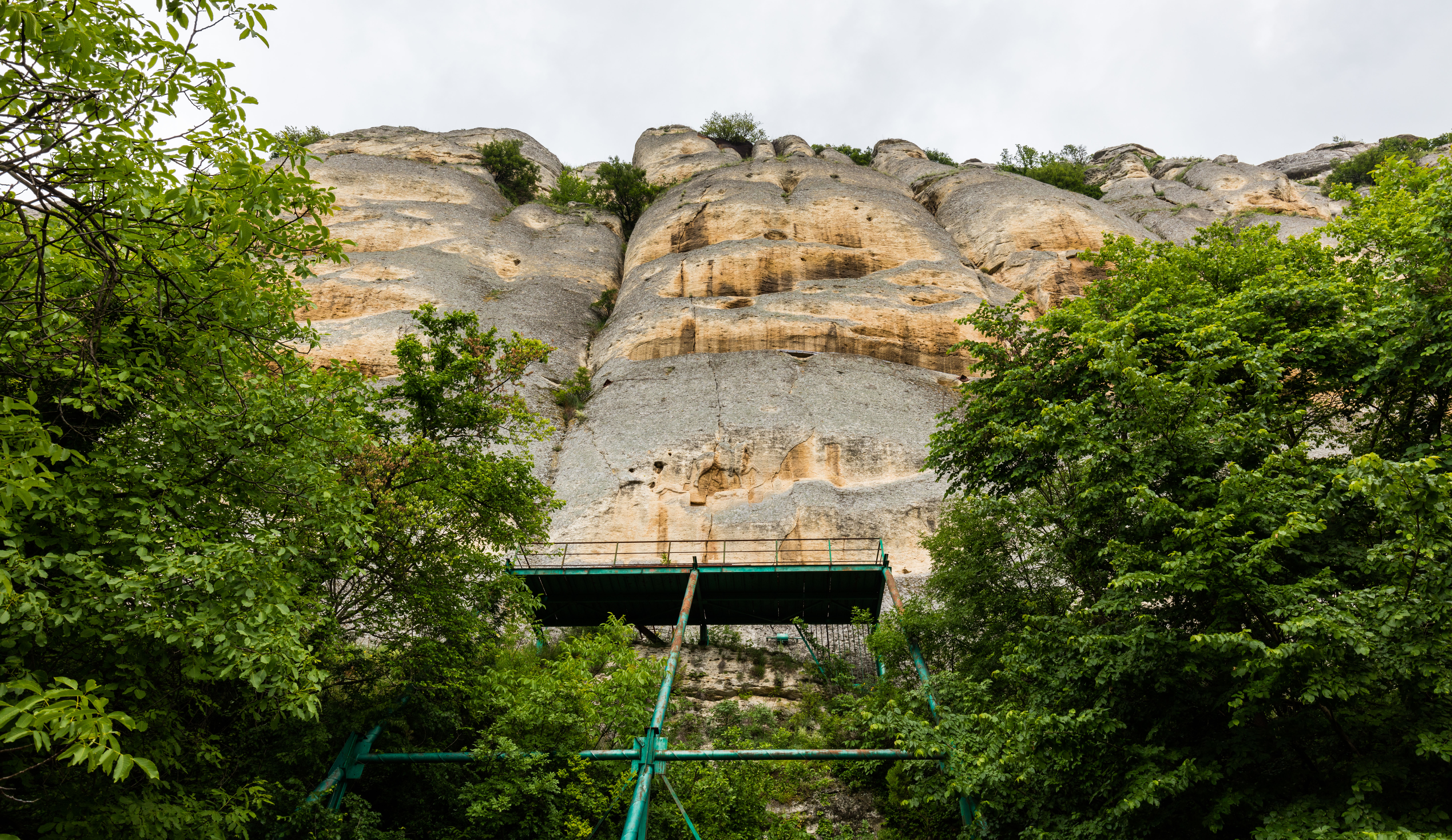
Vista generale

Il Cavaliere di Madara (in bulgaro Мадарски конник?, Madarski konnik) è un bassorilievo scolpito nella roccia dell'altopiano di Madara in epoca alto-medievale nella Bulgaria nord-orientale, vicino alla città di Šumen.

## Il monumento
L'opera rappresenta un maestoso cavaliere, scolpito a 23 metri dal suolo in una roccia alta circa 100 metri. Il cavaliere, rivolto verso destra, sta conficcando una lancia in un leone che si trova ai piedi del suo cavallo. Di fronte al cavaliere si trova un'aquila in volo, mentre dietro di lui c'è la figura di un cane in corsa. La scena rappresenta simbolicamente un trionfo militare.
Il monumento venne scolpito nel 710 circa ed è inserito nell'elenco dei Patrimoni dell'umanità dell'UNESCO fin dal 1979. Nel 710 era al potere in Bulgaria il Khan Tervel, e questo supporta la teoria secondo la quale il bassorilievo ritrae il sovrano stesso e sia opera dei Bolgari, una tribù nomade di guerrieri che si insediò nella Bulgaria nord-orientale alla fine del VII secolo e, dopo essersi fusa con gli Slavi autoctoni, diede origine ai moderni Bulgari. Altre teorie sostengono che il bassorilievo sia opera degli antichi Traci e che ritragga un loro dio.

## L'iscrizione
Intorno alla figura del cavaliere sono visibili 3 iscrizioni parzialmente conservate, in lingua greca medievale. Esse riportano importantissime informazioni sulla storia della Bulgaria in quel periodo storico. Secondo il professor Veselin Beševliev la prima iscrizione è opera di Tervel (695-721), il che significherebbe che il bassorilievo è stato scolpito durante il suo regno.
Le altre iscrizioni si riferiscono ai Khan Krum (796-814) e Omurtag (814-831) e con ogni probabilità vennero scolpite per loro ordine.